# Římskokatolická farnost Rokytnice u Přerova
Římskokatolická farnost Rokytnice u Přerova je územním společenstvím římských katolíků v rámci přerovského děkanátu olomoucké arcidiecéze s farním kostelem svatého Jakuba Staršího.

## Historie
První písemná zmínka o obci pochází z roku 1348. 

## Duchovní správci
Od července 2016 je farářem R. D. ThLic. Tomáš Klíč. 

## Bohoslužby
| Kostel                  | Místo               | Bohoslužba (den)   | Hodina                                                                 | Poznámka     |
| ----------------------- | ------------------- | ------------------ | ---------------------------------------------------------------------- | ------------ |
| svatého Jakuba Staršího | Rokytnice u Přerova | neděle úterý pátek | 7.30 18.30 (zima)/18.30 (léto, mimo prázdniny) 17.00/18.30 (prázdniny) | Farní kostel |

## Aktivity farnosti
Ve farnosti se pravidelně koná tříkrálová sbírka. V roce 2017 se při ní vybralo 26 700 korun.
V letech 1995 až 2018 vycházel pro všechny farnosti děkanátu Přerov měsíčník Slovo pro každého.